# Apomys datae
Apomys datae — вид гризунів родини мишевих (Muridae) з роду Apomys. Зустрічається лише на Філіппінах, де його виявили на великому північному острові Лусон (у Центральній Кордильєрі та на узбережжі Північного Ілокосу). Найбільше вона пов'язана з Apomys gracilirostris, яка зустрічається на Міндоро. Можливо, у Сьєрра-Мадре є інший споріднений вид, але цей вид ще не описаний. Apomys datae — це відносно великий наземний пацюк із досить коротким для свого роду хвостом.

## Морфологічні особливості
З довжиною голови та тулуба від 125 до 155 мм, довжиною хвоста від 121 до 139 мм і вагою від 63 до 105 г цей вид є великим представником роду. Має задні лапи довжиною від 33 до 39 мм і вуха від 18 до 23 мм. На верхньому боці м'яке хутро темно-коричневого кольору з рудуватими відтінками і з розсіяними чорними волосками. Кордон світло-сірого нижнього боку з жовто-коричневими кінчиками волосся чіткий. Пальці рук і ніг цього гризуна позбавлені пігменту і вкриті білими волосками. Вид має диплоїдний хромосомний набір з 44 хромосом.

## Поширення та спосіб життя
Вид мешкає в північній частині острова Лусон. Мешкає в горбистих і гірських районах на висоті від 750 до 1650 метрів над рівнем моря. Зазвичай вид зустрічається у вологих лісах і чагарниках. Час від часу відвідуються гірські луки та сільськогосподарські угіддя.
Це нічний звір, який тримається на землі. Раціон включає насіння рослин, комах і дощових черв'яків. Виводок складається з трьох новонароджених.